# 컬럼비아 인터내셔널 칼리지

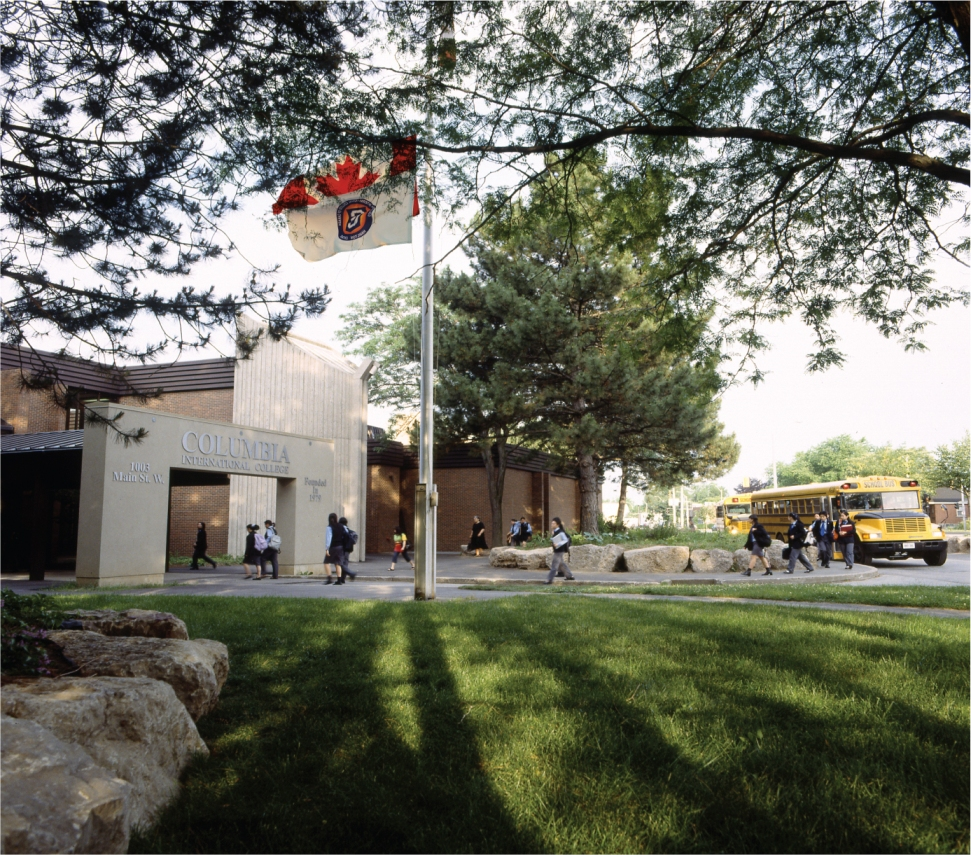
에인슬리우드 본관

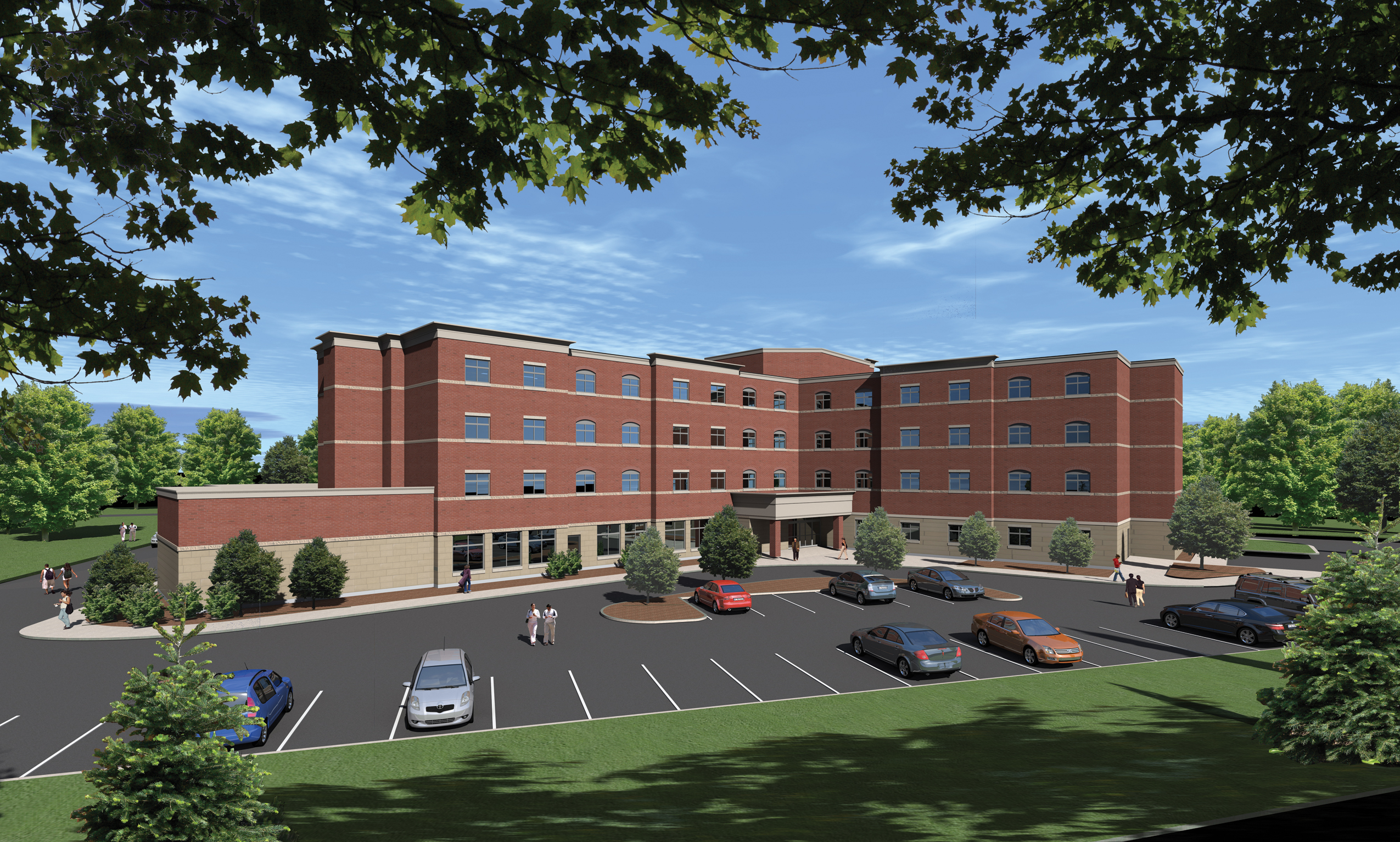
파인홀 여학생 기숙사

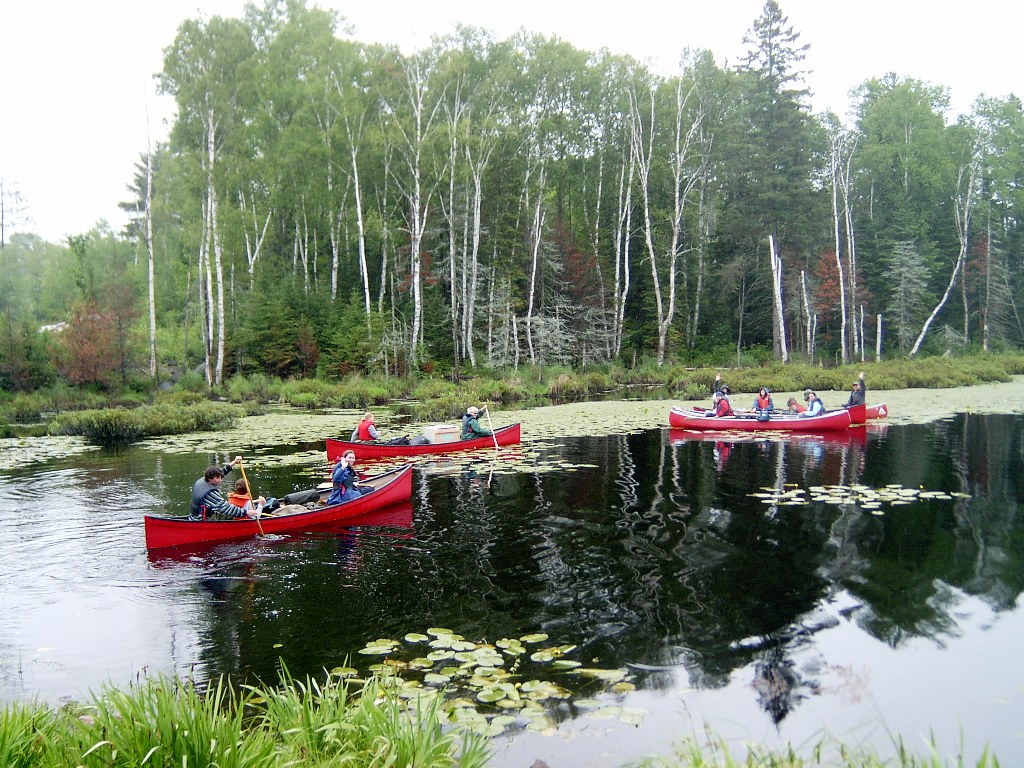
바크레이크 리더십 센터

컬럼비아 인터네셔널 컬리지는 캐나다의 온타리오주 해밀턴 시내 웨스트데일에 위치한 사립 기숙사 학교이다. 2014년 기준으로 72개국에서 온 학생들이 재학중이다.
컬럼비아는 온타리오주 사립학교 연합(ISAO)의 회원이다. 컬럼비아는 온타리오주 교육청에 등록되어 있다.

## 역사
1979년에 온타리오주 해밀턴에 설립된 컬럼비아인터네셔널 컬리지는 6개의 작은 교실에서 시작했다. 컬럼비아는 계속 발전하여 현재 2개의 학교건물과 5개의 기숙사를 가진 학교로 성장했다.
- 1979년 – 컬럼비아 고등학교가 해밀턴 360 Mohawk Road West 에 설립
- 1981년- East 25th street로 이전. 모학로드 캠퍼스는ESL 건물로 사용
- 1988년– 1033 Main St. W로 이전, 재학생 300명
- 1989년– Sodexo Mariott이 학생과 교직원에게 식당서비스 제공 시작
- 1990년– 최초 학교 기숙사 오픈
- 1991년– 컬럼비아 고등학교에서 컬럼비아 인터네셔널 컬리지로 개명. 일본 동경 캠퍼스 오픈
- 1995년–두번째 기숙사 오픈
- 1996년– 맥마스터대학, 모학컬리지와 함께 해밀턴 교육연합회 형성
- 1997년– 바크레이크 야외 교육센터 오픈
- 1998년– 캐나다와 미국대학들과 자매결연 체결
- 1999년–호주 캔버라 대학과 자매결연 체결
- 2000년– 1003 Main St. W에 11,* 200스퀘어 피트의 에인슬리우드 본관 오픈
- 2001년–에인슬리우드 본관 내에 학생카페 오픈. 파인홀 남학생 기숙사 오픈
- 2002년– 알버타 대학과 자매결연 체결
- 2004년- 온타리오 기술대학(UOIT)과 자매결연 체결
- 2007년- 케잎브레튼 대학, 드요빌 대학과 자매결연 체결, 특별활동과 기숙사생활을 관리하는 학생개발처 오픈
- 2011년– 아컬든홀 남학생 기숙사 오픈
- 2012년– 파인홀 여학생 기숙사 오픈. 에인슬리우드 남쪽윙 오픈-18개 교실, 미디어 렙, 양호실, 학생라운지, 음악, 연극실 오픈
- 2013년– 토론토 대학 미시사가 캠퍼스와 자매결연 체결
- 2014년– 에인슬리우드 현관확장: (캠퍼스 안전관리 사무실, 대학진학 상담사무실, 가이던스 사무실, 대학지원 자료실, 방문자 라운지). 토론토대학 세인트 죠지 캠퍼스와 자매결연 체결

## 비젼 및 사명
저희의 비젼
- 세계 일류의 사립학교

저희의 사명
- 세계수준의 교육과 학생위주의 생활경험을 제공하기

## 학업
컬럼비아는 6개 학기가 있으며 (1월,3월,6월7월,8월,10월) 연중 입학이 가능하다.
컬럼비아는 다음시험의 공식지정센터이다:
- iBT 토플 ( 프린스턴대학 ETS 공인센터)
- IELTS (영국 국제 영어시험 시스템)
- 미시간 대학영어시험장 (MELAB)
- 캐나다 아카데믹 영어평가 (CAEL)
- 중고등학교 영어 입학시험 (SSAT)

컬럼비아 인터네셔널 컬리지에는 7학년부터 12학년까지 있다. 다음의 교육과정을 갖추고 있다:
- AP과정 (대학선행학습)
- 대학진학반
- 고등학교 (9-12년)
- 중학교 (7 & 8학년)
- TOEFL 준비반
- SAT준비반
- ESL (English as a Second Language)
- ESL 여름캠프
- 인성개발 교육

## 대학입학 현황（2014년）
- 토론토 대학에 406명 합격
- 맥마스터 대학에 194명 합격
- 워털루 대학에 191명 합격
- 총대학입학 장학금액 CAD $3,600,000
- 졸업생의 80%이상이 캐나다 상위8개 대학에 합격

## 여름캠프
컬럼비아는 ESL여름캠프를 1995년부터 개설하였으며 9~19세 학생들이 참가하고 있다. 이 캠프에는 아시아, 남미, 동유럽등 전세계에서 온 학생들이 참가한다.
여름캠프는 공부와 친교를 병행해서 가르친다. 참가하는 학생들은 영어를 배우고 온타리오의 관광명소들을 방문한다.

## 자매결연 대학®
- 아카디아 대학 (Acadia University)
- 알버타 대학 (University of Alberta)
- 브락 대학 (Brock University)
- 호주 캔버라 대학 (University of Canberra)
- 케잎브레튼 대학 (Cape Breton University)
- 영국 런던대학 약학대 (University of London)
- 맥마스터 대학 (McMaster University)
- 뉴욕주립대학 (State University of New York)
- 온타리오기술대학 (University of Ontario Institute of Technology)
- 워털루대학 (University of Waterloo)
- 웨스턴 대학 (University of Western Ontario)
- 토론토 대학 (University of Toronto)

## 기숙사
컬럼비아 인터네셔널 컬리지에는 남녀가 분리된 5개의 기숙사(남학생 3개, 여학생 기숙사 2개)가 있다.

## 바크레이크 리더십 센터
바크레이크는 컬럼비아 소유의 리더십 야외 훈련센터이다. 85만6천평의 크기이며 온타리오주 핼리버튼 카운티에 위치해 있다.
연중무휴로 운영되며, 학생들을 위한 리더십 훈련을 한다. 이곳에 참여해서 필요부분을 수료하는 학생들은 에딘버러공작 프로그램의 브론즈레벨을 받게된다.